# تپه بابا گرد علی ۲
تپه بابا گرد علی ۲ مربوط به هزاره ۵ قبل از میلاد -قرون ۶–۴ ه.ق است و در شهرستان کوهدشت، بخش طرهان، ۲/۷ کیلومتری جنوب شهر گراب واقع شده و این اثر در تاریخ ۲۸ اسفند ۱۳۸۵ با شمارهٔ ثبت ۱۸۴۰۰ به‌عنوان یکی از آثار ملی ایران به ثبت رسیده است.